# Taula de Canvi de Barcelona

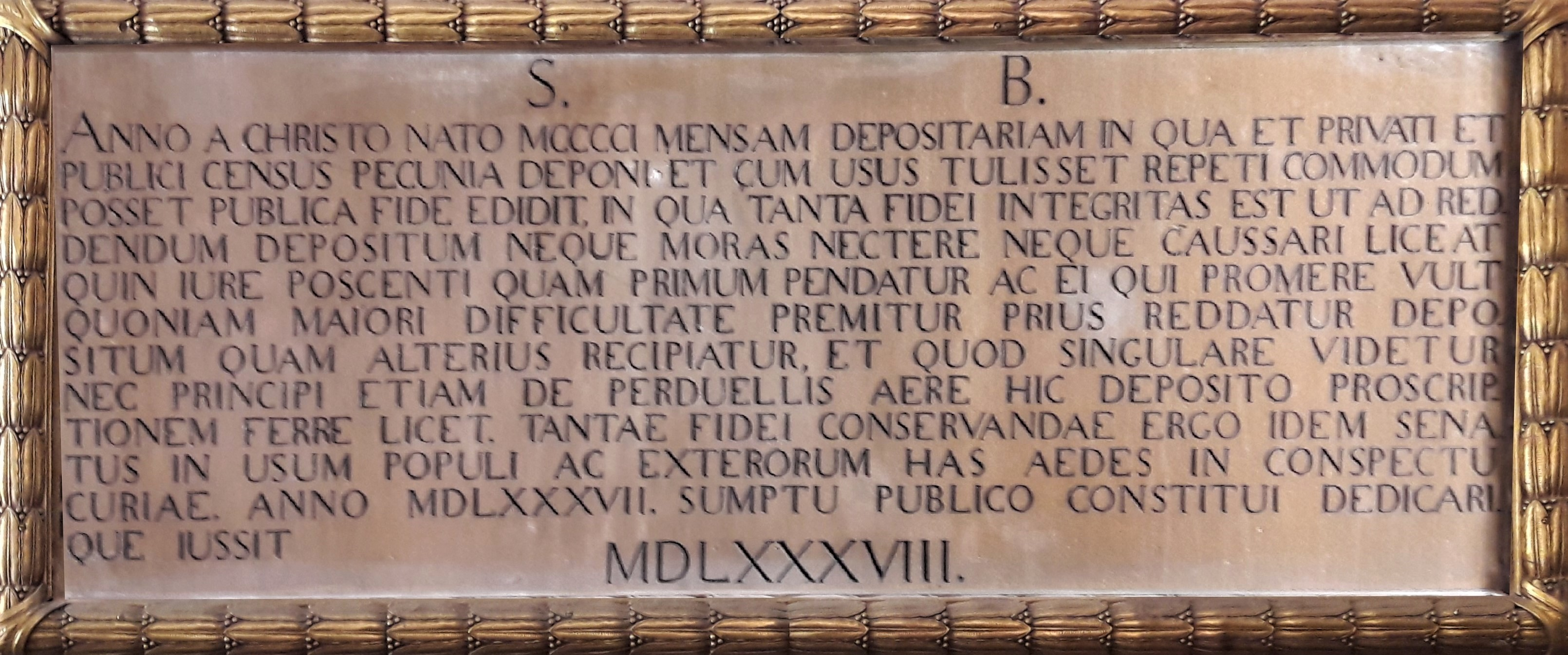
Làpida de 1588 de l'edificació de la nova seu de la Taula de Canvi de Barcelona a l'actual plaça de Sant Jaume

La Taula de Canvi de Barcelona va ser un banc de la ciutat de Barcelona creat el 1401, que és considerat el primer banc públic d'Europa

## Creació
A final del segle XIV, Catalunya pateix una crisi econòmica provocada per la pesta de 1348, les revoltes socials i l'expulsió de la major part dels jueus. Les banques privades del moment són inestables i no compten amb la confiança dels ciutadans ni de les institucions. És en aquest context d'inestabilitat del sector privat, que el Consell de Cent de Barcelona crea el 1401 la Taula de Canvi amb la garantia de la ciutat per tenir-hi els seus dipòsits i també com a instrument per gestionar les seves emissions de deute. 
La Taula també estava oberta als ciutadans i a d'altres institucions, la qual cosa la convertí en el primer banc públic europeu. L’èxit l’acompanyà i el 1413 era també el banc de la Generalitat i pocs anys més tard també de l’Església i del rei. El 1433 consta que gestionava 1.500 comptes, que és tant com dir que tenia de client una de cada 4 famílies de la ciutat de Barcelona, de 30.000 habitants.
En tota la Corona d'Aragó es crearen taules de canvi similars a Perpinyà (1404), València (1408), i durant els segles XV i XVI a Palma, Tarragona, Girona, Saragossa, Vic, Tortosa, Lleida, Olot, Cervera i Manresa.

## Evolució i final

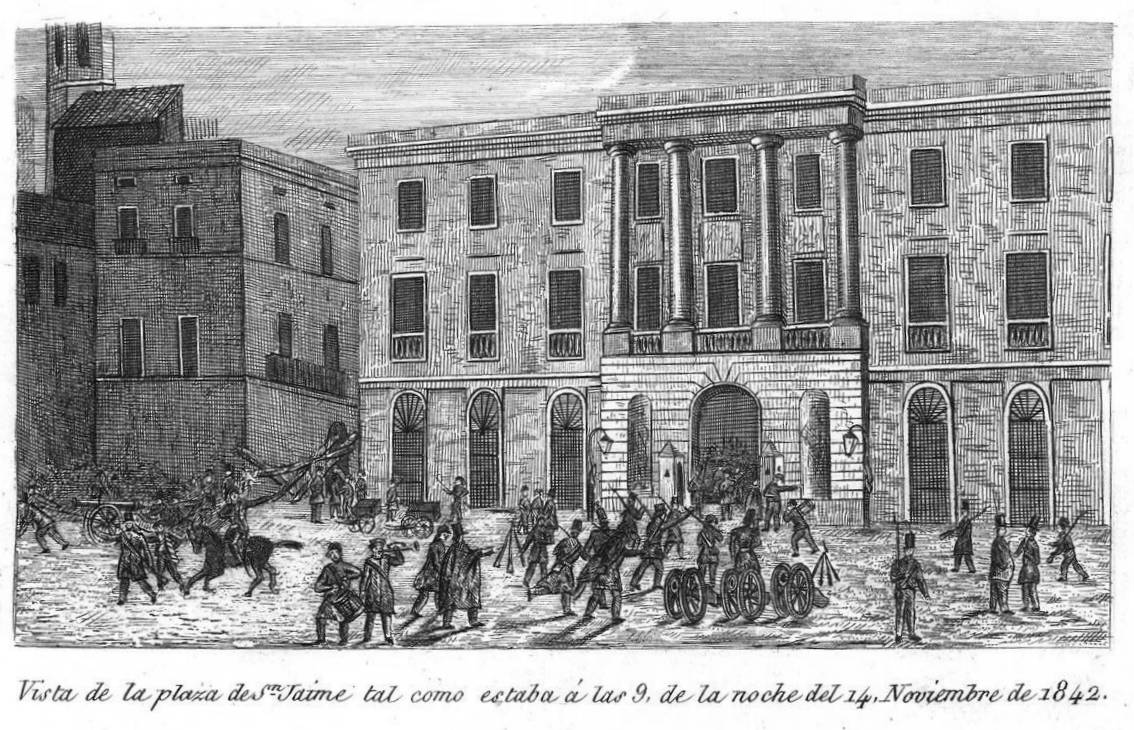
Vista de la plaça de Sant Jaume el 1842 amb la façana de l'Ajuntament encara per finalitzar i l'edifici de la Taula de Canvi de Barcelona a la seva esquerra.

Inicialment la Taula de Canvi va tenir la seu a la Llotja de Mar, fins que el 1588 es va instal·lar en un nou edifici a l'actual plaça de Sant Jaume. El 1837 es renovà aquest edifici, que finalment va ser enderrocat el 1902 per construir la seu de la Caixa de Barcelona
La Taula de Canvi de Barcelona va anar funcionant normalment fins que el Decret de Nova Planta de 1716 la desvinculà de l’Ajuntament i la va fer dependre del rei. A partir d’aleshores va anar disminuint la seva activitat fins que desaparegué definitivament el 1865.